# El Atazar
El Atazar est une commune de la communauté de Madrid, en Espagne.

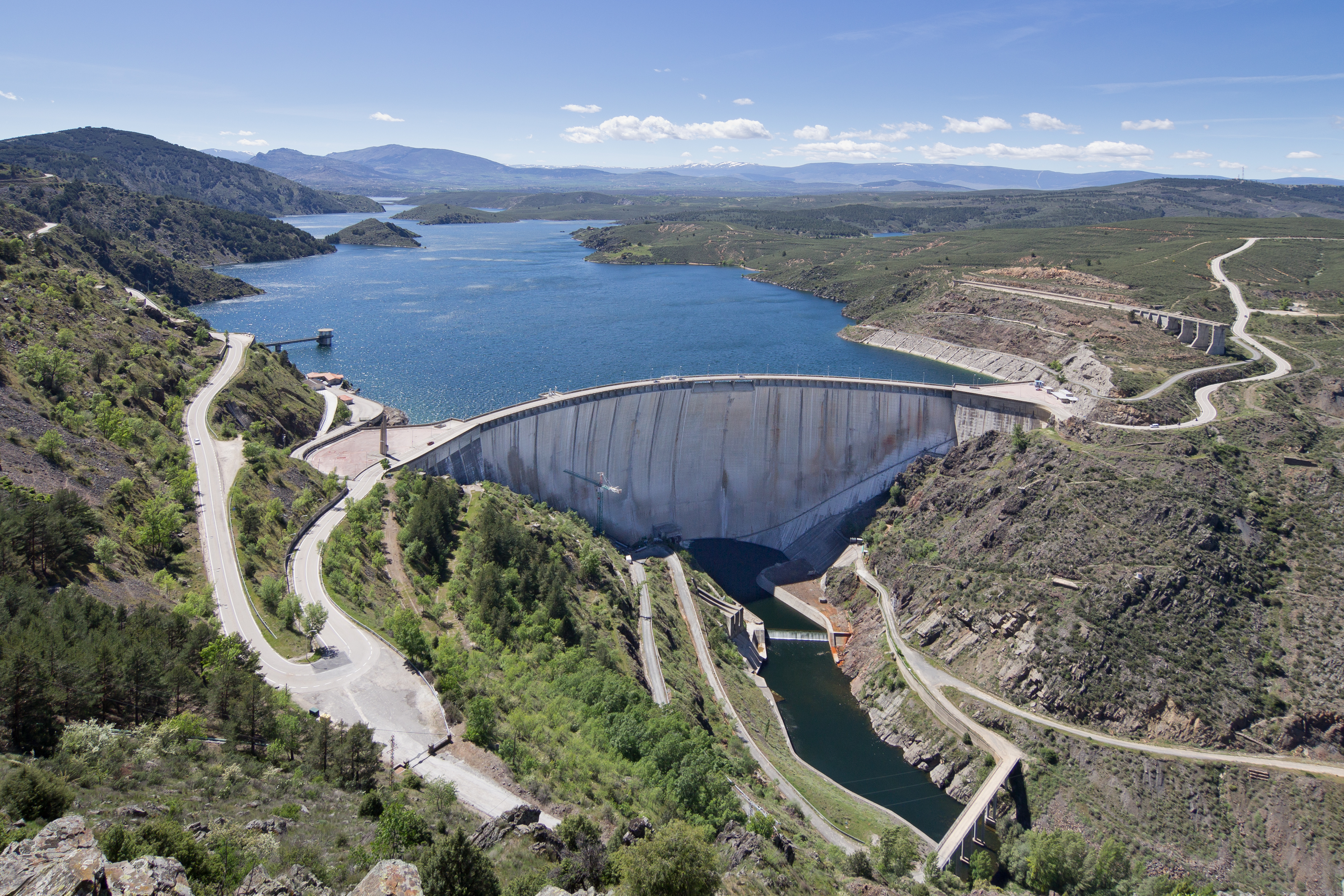
le barrage d'El Atazar